# Petăr Jekov
Petăr Petrov Jekov (bulgară Петър Петров Жеков, n. 10 octombrie 1944, Knijovnik, Haskovo, Haskovo, Bulgaria – d. 18 februarie 2023, Sofia, Bulgaria) a fost un fotbalist bulgar, care a câștigat medalia de argint la Jocurile Olimpice de vară din 1968.

## Premii obținute
- Gheata de aur (19)